# Ramon Hendriks
Ramon Hendriks (Hendrik-Ido-Ambacht, 18 juli 2001) is een Nederlands voetballer die bij voorkeur als verdediger speelt en uitkomt voor VfB Stuttgart, dat hem in juni 2024 overnam van Feyenoord.

## Clubcarrière

### Feyenoord
Hendriks begon met voetballen bij de lokale amateurvoetbalclub ASWH. Hier werd hij gescout door FC Dordrecht, waarna hij de overstap maakte naar De Schapekoppen. Na zich een aantal jaar ontwikkeld te hebben bij FC Dordrecht maakte hij de overstap naar de Feyenoord Academy. In de aanloop naar het seizoen 2020/21 trainde Hendriks regelmatig mee met het eerste elftal. Uiteindelijk werd hij onderdeel van Jong Feyenoord dat uit zou komen in de reserve Eredivisie.

#### Verhuur aan NAC Breda
Door de coronapandemie werd het seizoen 2020/21 stilgelegd. Hierdoor moest Feyenoord een andere oplossing zoeken voor de spelers van haar Onder 21-elftal. Hendriks werd ondergebracht bij NAC Breda. Hier zat hij op 8 januari 2021 voor het eerst bij de selectie. Anderhalve week later, op 18 januari 2021, maakte Hendriks zijn debuut in het betaald voetbal in de wedstrijd tegen Jong PSV (1–1 gelijkspel). Hij speelde de volledige wedstrijd. Gedurende de tweede seizoenshelft groeide hij uit tot onbetwiste basisspeler van de club uit Breda, met wie hij zich plaatste voor de play-offs voor promotie/degradatie. Daarin werd in de eerste ronde FC Emmen verslagen, waardoor die club degradeerde. In de finale was N.E.C. te sterk, waardoor NAC Breda promotie misliep.

#### Terugkeer bij Feyenoord
In de zomer van 2021 werd Hendriks door de nieuwe hoofdtrainer Arne Slot bij het eerste elftal van Feyenoord gehaald. Gedurende de voorbereiding pakte hij zijn minuten mee en op 15 augustus 2021 mocht hij in de uitwedstrijd tegen Willem II zijn officiële debuut voor de club uit Rotterdam maken. Op 21 maart 2022 verlengden Feyenoord en Hendriks het contract tot de zomer van 2025.

#### Verhuur aan FC Utrecht
Op 8 juni 2022 werd bekend dat Hendriks vanaf de start van het nieuwe seizoen zal worden verhuurd aan FC Utrecht. Na de verhuurperiode van één seizoen heeft FC Utrecht de mogelijkheid om gebruik te maken van een optie tot koop. Wanneer de Utrechtse club hier gebruik van zal maken, heeft Feyenoord de mogelijkheid Hendriks terug te kopen.
Acht dagen na zijn presentatie bij FC Utrecht werd bekend dat Hendriks tijdens de zomerstop een kruisbandblessure heeft opgelopen. Hierdoor werd eerst gesuggereerd dat de transfer naar FC Utrecht geen doorgang meer zou vinden en dat Hendriks bij Feyenoord zou blijven. Hendriks staat echter nog gewoon onder contract bij FC Utrecht. De overeenkomst was voor het incident namelijk al getekend. Wel bekeken Feyenoord en FC Utrecht samen naar de beste opties voor Hendriks. Iets wat er in resulteerde dat hij niet volledig in Utrecht revalideerde, maar wel periodiek op de club verscheen. Daarnaast was hij de eerste seizoenshelft iedere thuiswedstrijd van FC Utrecht aanwezig. De verwachting was dat zijn herstel acht tot negen maanden kon gaan duren.
Op 20 januari 2023 werd bekend dat Hendriks bij FC Utrecht rugnummer veertien kreeg toegewezen. Enkele dagen later verscheen hij, eerder dan verwacht, op 23 januari 2023 voor het eerst op het trainingsveld van FC Utrecht voor zijn eerste groepstraining bij de club. Op 20 februari 2023 maakte Hendriks zijn rentree in het betaald voetbal bij Jong FC Utrecht. In de met 4–1 gewonnen thuiswedstrijd tegen NAC Breda speelde hij de eerste helft als basisspeler mee en werd hij in de rust gewisseld voor Christopher Mamengi.
Op 12 maart 2023 maakte Hendriks in de uitwedstrijd tegen N.E.C. (2–2 gelijkspel) direct in de basis zijn debuut voor het eerste elftal van de club. Na vier basisplaatsen op rij verliet Hendriks op 7 april 2023 tegen FC Groningen in tranen het veld met een blessure. Enkele dagen later bleek hij voor de rest van het seizoen te zijn uitgeschakeld. Van schade aan zijn kruisband was dit keer geen schade, waarna een operatie niet noodzakelijk werd geacht.

#### Terugkeer bij Feyenoord
In de zomer van 2023 keerde Hendriks tijdens zijn herstel terug bij Feyenoord, waarna hij in de voorbereiding op het seizoen 2023/24 weer minuten maakte. Feyenoord-trainer Arne Slot gaf aan Hendriks niet te willen laten gaan en Hendriks zelf wilde voor zijn kansen in het eerste elftal van de Rotterdamse club gaan spelen.

#### Verhuur aan Vitesse
Op 31 augustus 2023 werd bekend dat Hendriks door de Rotterdammers werd verhuurd aan Vitesse voor de duur van één seizoen. Zijn contract bij Feyenoord werd tegelijkertijd met een jaar verlengd tot medio 2026. Bij de club uit Arnhem ontwikkelde Hendriks zich al na enkele weken tot basisspeler. Het seizoen 2023/24 stond daarbij in het teken van degradatievoetbal. Mede als gevolg van een straf van achttien punten aftrek degradeerde Hendriks aan het eind van het seizoen met Vitesse uit de Eredivisie. Halverwege zijn verhuurperiode bij Vitesse werd Hendriks gevolgd door verschillende Duitse clubs. Hendriks gaf tegelijkertijd zelf aan waar mogelijk nog graag voor zijn kansen bij Feyenoord te willen gaan.

### VfB Stuttgart
Echter werd in aanloop naar het nieuwe voetbalseizoen, 2024/25, bekend dat Hendriks de overstap zou maken naar het Duitse VfB Stuttgart. De destijds 22-jarige Hendriks tekende een vierjarig contract bij de nummer twee in de Bundesliga het voorgaande seizoen.

## Clubstatistieken

### Beloften
| Seizoen         | Club              | Competitie      | Competitie | Competitie |
| Seizoen         | Club              | Competitie      | Wed.       | Dlp.       |
| --------------- | ----------------- | --------------- | ---------- | ---------- |
| 2022/23         | → Jong FC Utrecht | Eerste divisie  | 2          | 0          |
| 2024/25         | VfB Stuttgart II  | 3. Liga         | 1          | 0          |
| Beloften totaal | Beloften totaal   | Beloften totaal | 3          | 0          |

### Senioren
| Seizoen                      | Club            | Competitie      | Competitie | Competitie | Beker | Beker | Overig | Overig | Totaal | Totaal |
| Seizoen                      | Club            | Competitie      | Wed.       | Dlp.       | Wed.  | Dlp.  | Wed.   | Dlp.   | Wed.   | Dlp.   |
| ---------------------------- | --------------- | --------------- | ---------- | ---------- | ----- | ----- | ------ | ------ | ------ | ------ |
| 2019/20                      | Feyenoord       | Eredivisie      | 0          | 0          | 0     | 0     | –      | –      | 0      | 0      |
| 2020/21                      | Feyenoord       | Eredivisie      | 0          | 0          | 0     | 0     | –      | –      | 0      | 0      |
| 2020/21                      | → NAC Breda     | Eerste Divisie  | 19         | 0          | 0     | 0     | 3      | 0      | 22     | 0      |
| 2021/22                      | Feyenoord       | Eredivisie      | 8          | 0          | 0     | 0     | 3      | 0      | 11     | 0      |
| 2022/23                      | → FC Utrecht    | Eredivisie      | 4          | 0          | 0     | 0     | –      | –      | 4      | 0      |
| 2023/24                      | → Vitesse       | Eredivisie      | 30         | 0          | 4     | 0     | –      | –      | 34     | 0      |
| 2024/25                      | VfB Stuttgart   | Bundesliga      | 9          | 0          | 3     | 0     | 0      | 0      | 12     | 0      |
| Senioren totaal              | Senioren totaal | Senioren totaal | 70         | 0          | 7     | 0     | 6      | 0      | 83     | 0      |
| Carrièretotaal               | Carrièretotaal  | Carrièretotaal  | 73         | 0          | 7     | 0     | 6      | 0      | 86     | 0      |
| Bijgewerkt op 9 januari 2025 |                 |                 |            |            |       |       |        |        |        |        |

## Interlandcarrière
Hendriks kwam sinds 2016 voor verschillende nationale jeugdelftallen uit. Met Nederland onder 17 werd hij in 2018 Europees kampioen. In augustus 2021 werd Hendrinks voor het eerst opgenomen in de selectie van Nederland onder 21 (Jong Oranje) voor de EK-kwalificatiewedstrijd tegen Jong Moldavië. Tot speelminuten kwam het echter niet.